# Чилити (Кјети)
Чилити (итал. Cillitti) је насеље у Италији у округу Кјети, региону Абруцо.
Према процени из 2011. у насељу је живело 8 становника. Насеље се налази на надморској висини од 201 м.